# Deepika Padukone
Deepika Padukone   (Copenhaguen, 5 de gener de 1986) és una model i actriu índia de la indústria de Bollywood.
Va debutar al cinema amb la pel·lícula Aishwarya de 2006. Al següent any, va ser la protagonista en Om Shanti Om; la pel·lícula va resultar ser un èxit comercial i li va valer per guanyar el premi Filmfare al Millor debut femení. Altres pel·lícules en les quals ha participat són Love Aaj Kal (2009), Housefull (2010), Cocktail (2012) Yeh Jawaani Hai Deewani (2013), i Goliyon Ki Raasleela: Ram-Leela (2013), la tercera pel·lícula més reeixida comercialment de la història de Bollywood.

## Filmografia
| Any  | Títol                          | Paper                             | Notes                                                         |
| ---- | ------------------------------ | --------------------------------- | ------------------------------------------------------------- |
| 2006 | Aishwarya                      | Aishwarya                         | Pel·lícula kannada                                            |
| 2007 | Om Shanti Om                   | Shantipriya/Sandhya (Sandy)       | Premi Filmfare al millor debut femení                         |
| 2008 | Bachna Ae Haseeno              | Gayatri                           |                                                               |
| 2009 | Chandni Chowk to Xina          | Sakhi (Ms. TSM)/ Meow Meow (Suzy) |                                                               |
| 2009 | Billu                          | Ella mateixa                      | Aparició especial en la cançó «Love Mera Hit Hit»             |
| 2009 | Love Aaj Kal                   | Meera Pandit                      |                                                               |
| 2009 | Main Aurr Mrs Khanna           | Raina Khan                        | Aparició especial                                             |
| 2010 | Karthik Calling Karthik        | Shonali Mukherjee                 |                                                               |
| 2010 | Housefull                      | Sandy                             |                                                               |
| 2010 | Lafangey Parindey              | Pinky Palkar                      |                                                               |
| 2010 | Break Ke Baad                  | Aaliyah Khan                      |                                                               |
| 2010 | Khelein Hum Jee Jaan Sey       | Kalpana Datta                     |                                                               |
| 2011 | Dum Maro Dum                   | Ella mateixa                      | Aparició especial en la cançó «Mit Jaaye Gum (Dum Maaro Dum)» |
| 2011 | Aarakshan                      | Poorbi Anand                      |                                                               |
| 2011 | Desi Boyz                      | Radhika Awasthi                   |                                                               |
| 2012 | Cocktail                       | Veronica Malaney                  |                                                               |
| 2013 | Race 2                         | Elena                             |                                                               |
| 2013 | Bombai Talkies                 | Ella mateixa                      | Aparició especial en la cançó «Apna Bombai Talkies»           |
| 2013 | Yeh Jawaani Hai Deewani        | Naina Talwar                      |                                                               |
| 2013 | Chennai Express                | Meena Lochni                      | Post-producció                                                |
| 2013 | Kochadaiyaan                   | Pel·lícula tamil.Post-producció   |                                                               |
| 2013 | Goliyon Ki Raasleela Ram-Leela | Leela Sanera                      | 15 de novembre                                                |
| 2014 | Finding Fanny                  | Angelina ("Angie")                | 12 setembre                                                   |
| 2014 | Happy new year                 | Mohini                            | 23 d'octubre                                                  |
| 2015 | Piku                           | Piku                              |                                                               |
| 2015 | Tamasha                        | Tara Maheshwari                   |                                                               |
| 2015 | Bajirao Mastani                | Mastani                           |                                                               |
| 2017 | xXx: Return of Xander Cage     | Serena                            |                                                               |